# اكمة السوق (القفر)
اكمة السوق

تعديل مصدري - تعديل

اكمة السوق محلة تابعة لقرية شارجية، التابعة لعزلة حمير بمديرية القفر إحدى مديريات محافظة إب في الجمهورية اليمنية، بلغ تعداد سكانها 50 حسب تعداد اليمن لعام 2004.